# Chile-Rücken

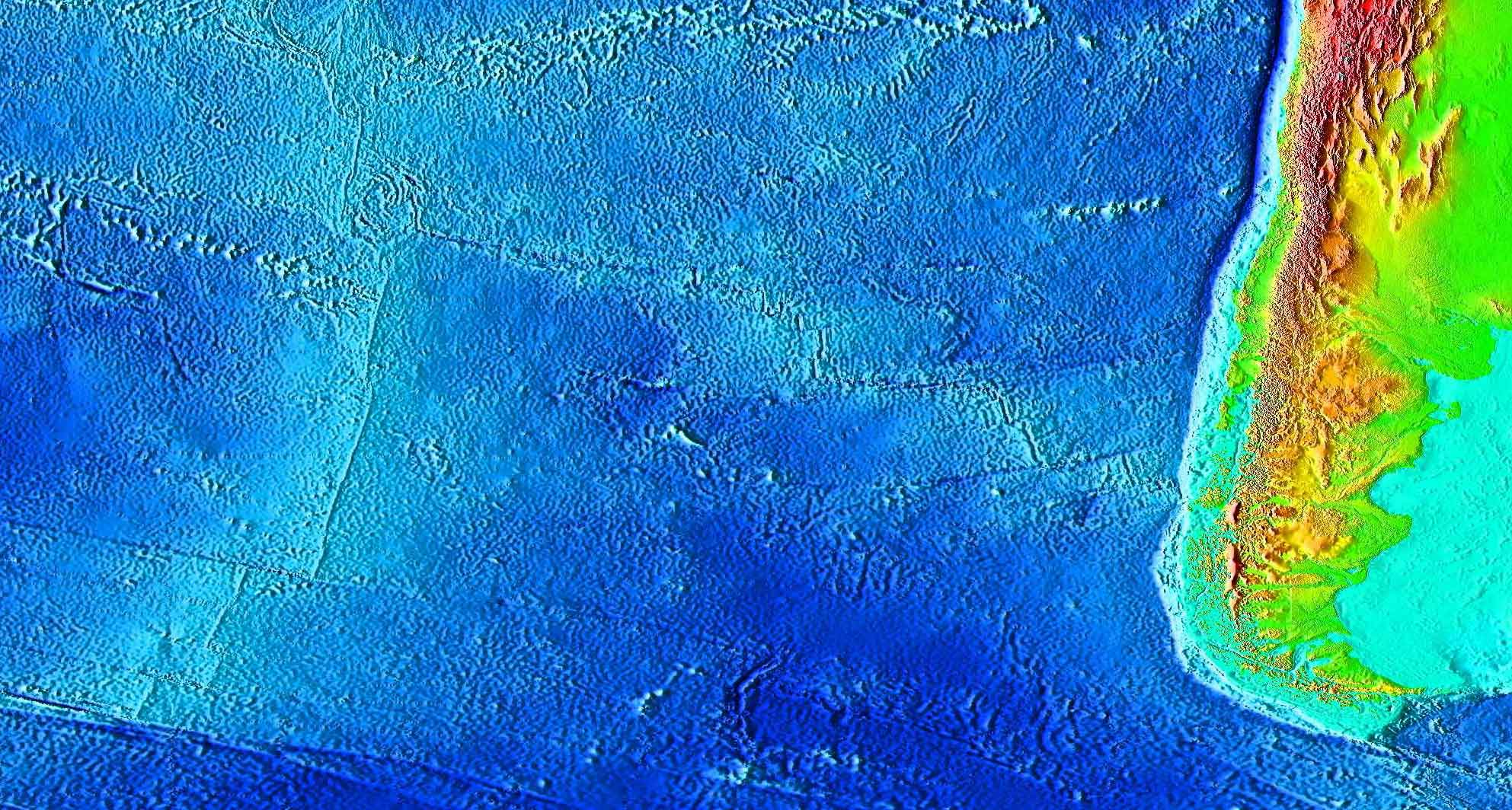
Chile-Rücken

Der Chile-Rücken ist ein Mittelozeanischer Rücken im Pazifik vor der Küste von Chile, bei dem die Nazca-Platte im Norden und die Antarktische Platte im Süden auseinander streben. 
Im Westen bildet der Rücken einen Tripelpunkt, wobei alle Plattengrenzen divergente Plattengrenzen sind. Dort schließt sich nördlich der Ostpazifische Rücken und südlich der Pazifisch-Antarktische Rücken an. 
Im Osten gibt es ebenfalls einen Tripelpunkt etwa auf der Höhe der Halbinsel Taitao, da dort die Nazca-Platte, die Antarktische Platte und die Südamerikanische Platte aufeinandertreffen. Da die Südamerikanische Platte eine kontinentale Kruste aufweist, subduzieren hier beide Lithosphärenplatten. Dabei entsteht der Atacamagraben.  